# Француско-холандски рат
Француско-холандски рат (1672—1678) био је рат Француске, бискупије Минстер, надбискупије од Келна и Енглеске против Холандије. Холанђанима су се касније придружили Свето римско царство, Бранденбург и Шпанија. Рат је завршио Најмегенским миром 1678—1679, по коме је Француска добила Франш-Конте од Шпаније.
Француска је предводила коалицију у којој су били бискупија Минстер и Енглеска. Луј XIV је био узнемирен јер су Холанђани одбили да учествују у разбијању и деоби Шпанске Низоземске. Холандска војска је од 1648. била у доста лошем стању. Французи су веома лако ушетали својом војском у срце Холандије и заузели Утрехт. Пре тога су неочекивано заобишли тврђаву Мастрихт. Присталице Вилијама III Оранског су извршиле државни удар и свргле Јохана де Вита. Французи су у томе рату обећали Енглезима велике холандске градове. Енглези се нису журили, него су покушали да уценом изнуде 16 милиона гилдера за сепаратни мир. Такав претеран захтев је ојачао холандски отпор, а преговори су дали Холандији довољно времена. Извршили су велике намерне поплаве и тако зауставили продор француске војске. Бискуп од Минстера је опседао Гронинген, али није успео да га заузме. Покушај да се Холандија заузме инвазијом са мора пропао је након четири стратешке победе холандске флоте против комбиноване англо-француске флоте. 
Енглеска је 1674. изашла из рата, а у рат су ушли холандски савезници: Бранденбург, аустријски цар и Карлос II од Шпаније. Француска војска је била успешна на почетку, јер је заузела Утрехт. Касније је 1673. успешно након опсаде заузела Мастрихт. Ипак била је присиљена да напусти планове о освајању Холандије и тај рат се свео на спор рат исцрпљивања. 
До 1678. Луј XIV је успео да разбије противничке коалиције. Рат је завршио Најмегенским миром 1678—1679. по коме је Француска добила Франш-Конте и нешто територија у Шпанској Низоземској. Холанђани су успели да спрече амбиције две велике европске династије, Стјуарта и Бурбона.